# Wieża widokowa na Gorcu
Wieża widokowa na Gorcu – turystyczna wieża widokowa na szczycie Gorca (1228 m) w Gorcach.

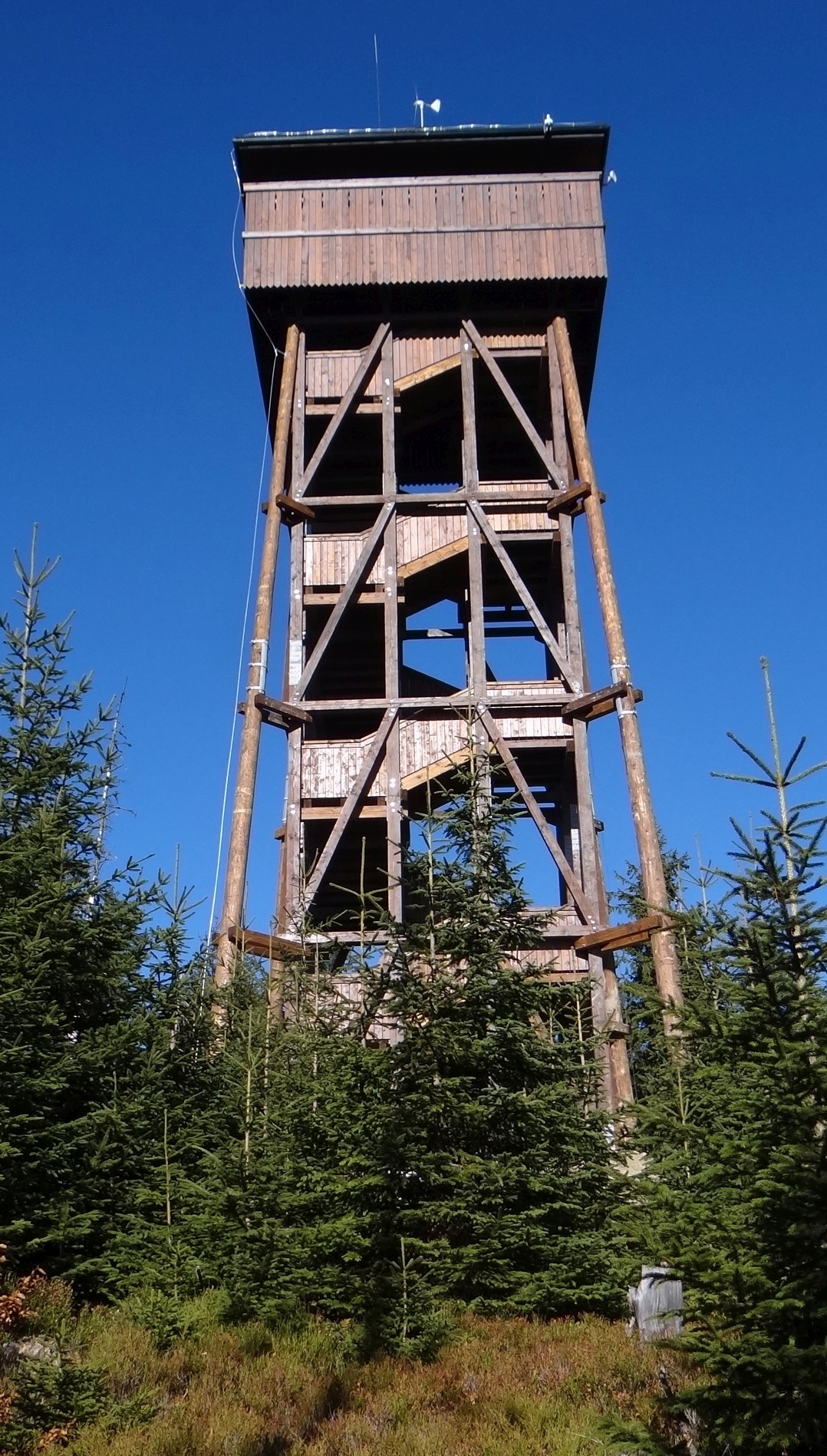

## Opis
W latach 2014–2015 w ramach programu „Enklawa aktywnego wypoczynku w sercu Gorców – szlaki turystyki rowerowej, pieszej i narciarskiej w Gminie Ochotnica Dolna” gmina Ochotnica Dolna w rejonie Gorca wykonała i oznakowała nowe szlaki turystyki rowerowej i narciarskiej, a na Gorcu wybudowano nową wieżę widokową. Ma drewnianą konstrukcję osadzoną na betonowym fundamencie. Dzięki całkowicie obudowanym schodom i tarasowi widokowemu mogą na nią wejść również osoby z lękiem wysokości. Początkowo planowano obudowanie narożników wieży drewnem, co zapewniałoby ochronę przed wiatrem i stylistycznie upodabniało ją do drewnianych kościołów gotyckich. Ostatecznie zrezygnowano z tego rozwiązania.
Na tarasie widokowym mieści się około 30 osób. Zabezpieczony jest drewnianą obudową, na wewnętrznych ścianach której umieszczono opisane panoramy widokowe. W obudowie tarasu widokowego wykonano podłużne szczeliny, aby widoki z wieży mogły oglądać również dzieci. Obudowany i zadaszony taras widokowy w razie potrzeby może posłużyć turystom również jako schronienie przed niesprzyjającymi warunkami atmosferycznymi (np. deszczem). Ponadto na dachu wieży zamontowano kamery internetowe, dzięki czemu można na bieżąco śledzić panoramę widokową z wieży.
Wieża widokowa na Gorcu znajduje się w granicach wsi Ochotnica Dolna w województwie małopolskim, w powiecie nowotarskim, w gminie Ochotnica Dolna. Pozostałe 3 wieże wybudowane przez gminę Ochotnica to: wieża widokowa na Lubaniu, wieża widokowa na Koziarzu i wieża widokowa na Magurkach. W Gorcach znajduje się jeszcze jedna wieża widokowa, na rabczańskiej Polczakówce.